# ジャイアニズム〜俺の物は俺の物〜
『ジャイアニズム〜俺の物は俺の物〜』（ジャイアニズム おれのものはおれのもの）は、日本のヴィジュアル系グループナイトメアが2003年5月21日に発売したベストアルバムである。

## 内容・概要
「Vice」を除くインディーズアルバム『犯行期』から『アウトロー』までの楽曲から選曲された全11曲で構成されている。リマスタリングやイントロの変更などが施されている。
2006年6月21日の再発売に際しては、初回限定パッケージとして、同時発売された『ジャイアニズム〜お前の物は俺の物〜』と本作がセットになり、フォトブックレットが付属し、さらにスリーブケース仕様になっているものもリリースされている。2枚組になっているために、ブックレットとスリーブケースのみが付属する『ジャイアニズム 〜ナイトメアのくせに生意気だぞ〜』の初回限定盤とは大幅に値段が異なっている。また、2006年の再発売時にはもう一度リマスタリングされた。
タイトルの「ジャイアニズム」とは、『ドラえもん』に登場するジャイアンの考え方「お前の物は俺の物 俺の物も俺の物」のことであり、ナイトメアの結成当初からグループの精神として掲げているものである。

## 収録曲
1. dogma
「アウトロー」収録曲。本作品では曲頭の無音がカットされている。
2. ビルドゥングス。ロマン
「アウトロー」収録曲。
3. 「勿忘草」〜Kの葬列〜
「犯行期」収録曲。「ジャイアニズム〜お前の物は俺の物〜」に「わすれな草」として再録されている。
4. 最遊期
「アウトロー」収録曲。
5. 絵空事
「アウトロー」収録曲。
6. ジャイアニズム痛〜生涯皆殺し〜
「自由奔放天真爛漫」収録曲。ジャイアニズムシリーズの2曲目である。本作ではイントロが短くカットされている。
7. 星に願いを…
　「犯行期」収録曲。
8. 春夏秋冬
　「ガイア-Nadir Side-」収録曲。柩作詞・作曲。
9. Fly me to the Zenith
　「ガイア-Zenith Side-」収録曲。本作品では最初の2秒ほどの無音がカットされている。
10. 君といた季節
オムニバスアルバム「SHOCK JAM CD Edition.1」収録曲。
11. love tripper
新曲。ライブでは「一人強く生きてゆきます」を「五人強く生きてゆきます」とナイトメア5人のメンバーの意気込みなどを歌っている。